# 曹奇 (天順進士)
曹奇（1428年—？年），字仕奇，四川成都府崇慶州人，明朝政治人物。

## 生平
天順元年（1457年）丁丑科進士。官至按察司副使。

## 家族
曾祖曹妙傅；祖曹文德；父曹仲原；母劉氏。